# Sea World Indonesia
El Sea World Indonesia o Sea World Ancol es un acuario marino en el norte de Yakarta, en el país asiáitico de Indonesia. Consta de 1 tanque principal, un tanque de tiburones, y un depósito de otros varios. Además de la exhibición del cocodrilo blanco. El tanque principal de "Sea World Ancol" es el acuario más grande de Asia Suroriental. El Sea World Indonesia consiste en: el "tanque principal" - es un acuario de agua salada con un tamaño de 36 x 24 metros, con una profundidad de hasta 6 metros. Ha llegado a los 5 millones de litros de agua salada y hay hasta 3500 de los animales marinos de ese país. "Sharkquarium" - es el acuario que consta de más de 7 diferentes especies de tiburones. "Zona de agua dulce" - es el área que consiste en varios acuarios más pequeños para los animales de agua dulce como Pirañas, Arapaima Gigas, y anguilas eléctricas. El "Túnel de Antasena" - es un túnel de 80 metros en el interior del tanque principal con un pasillo móvil automático y techo transparente, por el cual los visitantes pueden tener la sensación de ver bajo el agua sin mojarse.